# Soundtropolis
Soundtropolis – festiwal muzyki elektronicznej. Jego pierwsza edycja odbyła się w niemieckiej miejscowości Niedergörsdorf (okolice Berlina) w 2003 roku.
Pomysłodawcą i twórcą tego festiwalu jest słynny niemiecki DJ: Westbam. Nazwa festiwalu została zaczerpnięta z hasła jednej z edycji najsłynniejszego festiwalu muzyki techno: Mayday, którego twórcą również jest Westbam (mayday soundtropolis, 1999, Dortmund).
Pierwsza edycja festiwalu Soundtropolis w Polsce miała miejsce 26 czerwca 2004 roku w ruinach zamku w Ogrodzieńcu.
Jest to festiwal świeżym powietrzu. Odbyły się już jego pięć edycji, począwszy od 2004 roku. Za deckami stanęli tam między innymi: Westbam, Monika Kruze, Umek, Gogo, Siasia, Poziom X. Szukając chwili wytchnienia najlepiej położyć się na trawie i wsłuchując się w muzykę, patrzeć z góry na bawiących się ludzi lub na wizualizacje, światła i lasery skupiające się na ponad 400 metrowym murze obronnym.
W 2004 roku wystąpili:
- Westbam
- Chris Liebing
- Marco Remus
- Hardy Hard
- Miss Yetti
- Alexander Kowalski
- Angelo Mike
- Diana D'rouz
- Carla Roca
- Poziom-x

W 2005 roku wystąpili:
- Dr Motte
- Marco V
- Haito
- Angelo Mike
- Chris D'Break
- Siasia
- Marika
- Lexy & K-Paul
- Westbam
- Hardy Hard
- Moguai
- ATB
- Lucca
- Poziom-x
- Diana D'Rouz
- Michał Lazar
- Sonic Trip

W 2006 roku wystąpili:
- Westbam
- Monika Kruse
- Umek
- DJ Lucca
- Siasia
- ATB
- Moguai
- Kai Tracid
- Michał Lazar
- Poziom-X
- Diana D'Rouz

W roku 2007 wystąpili:
- Westbam
- Ronski Speed
- Emerson
- Thomas Schumacher
- Norbert Honkisch
- Siasia
- Lexy & K-Paul
- Johannes Heil

W roku 2008 wystąpili:
- Westbam
- Chris Liebing
- Gayle San
- Pet Duo
- Brian Sanhaji
- Moritz Piske
- Alex M.O.R.P.H b2b Woody van Eyden
- Dj  PeKiN
- Bewere & Speaker
- Drist
- Dropski
- Tmk
- Rake Sash
- Musick
- Pete Aspen